# Parkeergarage Veranda
De Veranda parkeergarage wordt in de Veranda strook te Rotterdam gebouwd om de parkeerbalans op te lossen, aan de kop van deze strook. Deze strook is aan de Maas gelegen, dicht bij het Feyenoord Stadion. In dit gebied wordt op dit moment woongebouwen en publieke voorzieningen gebouwd. De garage heeft niet alleen parkeerplaatsen maar ook een laag met winkels op de begane grond.
De afmetingen van de kavel en de hoogte van de bebouwing waren strikt in het bestemmingsplan vastgelegd, om toch aan voldoende parkeerplaatsen te komen is er gekozen voor een grotendeels ondergrondse parkeergelegenheid. De parkeergarage heeft, met vier lagen ondergronds en vier lagen bovengronds, 630 plaatsen. Door de vide in het midden van de vloeren en de transparante gevel komt het daglicht tot op de keldervloer dit geeft de garage een open karakter, wat erg belangrijk is bij ondergronds bouwen.

## Bouwmethode
De vide in het dak liet eigenlijk alleen maar de Wanden-dakmethode over als constructiemethode. De parkeervloeren zijn rond deze vide, die een formaat van 16 bij 22 meter heeft, geformeerd, tot vier lagen diep. De keldervloeren, uitgevoerd als kanaalplaten met een lengte van 15 meter en een dikte van 320 millimeter, zijn van boven naar beneden geïnstalleerd. De vide werd hierbij als takelgat gebruikt.
De vide, in combinatie met de keldervloeren, houden de 32 meter lange damwanden stabiel. Het gebruik van groutankers was hierdoor niet nodig, wat een goede bijkomstigheid was. De grondgesteldheid van het gebied was zo onvoorspelbaar, dat er vanaf het begin van het ontwerpproces op aangestuurd is, zo min mogelijk buiten de bouwput in de grond te moeten ingrijpen. Om het videgat zo open mogelijk te houden is het bovenste deel van de hellingbanen opgehangen aan de hogere verdiepingsvloeren.